# Sovětsk (Kirovská oblast)
Sovětsk (rusky Советск) je město v Kirovské oblasti v Ruské federaci. Při sčítání lidu v roce 2010 měl přes šestnáct tisíc obyvatel.

## Poloha a doprava
Sovětsk leží na jižním, pravém břehu Vjatky, a protéká přes něj Pižma, které se do Vjatky vlévá severovýchodně od městské zástavby. Je vzdálen přibližně 140 kilometrů jižně od Kirova, správního střediska oblasti.

## Dějiny
Sídlo vzniklo pod jménem Kukarka na přelomu 16. a 17. století na území Marijců. V roce 1918 se stalo pod současným jménem sídlem městského typu. Na město byl Sovětsk povýšen v roce 1937.

### Rodáci
- Boris Konstantinovič Šiškin (1886–1963), ruský botanik
- Vjačeslav Michajlovič Molotov (1890–1986), sovětský politik